# Sinnesorgan
Ein Sinnesorgan ist ein Organ, das in bestimmter Lage und Anordnung Sinneszellen enthält und daher Reize aufnehmen kann (Reizaufnahme). Jedes Sinnesorgan ist durch seine besondere sinnesphysiologische Ausstattung für ein jeweils artspezifisches Spektrum an adäquaten Reizen ausgelegt. Die Sinnesorgane werden in der Anatomie als Organa sensuum bezeichnet.
Diese Reize können nach Form, Art und Betrag der Energie unterschiedliche Einwirkungen sein, durch welche die Sinneszellen in einem Sinnesorgan so verändert werden, dass sie ein elektrisches Signal, ein Rezeptorpotential, bilden (Reizumwandlung). Auf diese Weise nimmt eine Sinneszelle, auch Rezeptor oder Sensor genannt, im Sinnesorgan einen Reiz auf und bildet damit Veränderungen ihrer Umgebung ab und zwar sowohl Veränderungen außerhalb des Körpers in dessen äußerer Umgebung als auch Veränderungen im Körperinneren.
In Abhängigkeit von ihrer Lage innerhalb des Sinnesorgans wandeln dessen Sinneszellen einen adäquaten Reiz je um in ein Signal, das von Nervenzellen aufgenommen als elektrischer Impuls über Nervenfasern weitergeleitet wird (Erregungsleitung). Darüber können im Nervensystem Signale von Sinnesorganen miteinander verglichen, untereinander abgeglichen und kombiniert, gefiltert oder kontrastiert werden. Erst in Bezug auf vorangegangene Zustände werden diese Daten zu spezifischen Informationen über Vorgänge im Inneren eines Organismus oder im Zusammenhang des Organismus mit seiner Umwelt. Derart tragen die Sinnesorgane zu Wahrnehmungen bei, die im Gehirn entstehen, und rufen spezifische sensorische Eindrücke bestimmter Sinnesmodalitäten hervor.

## Reize der Umwelt und die für ihre Umwandlung bedeutsamen Sinnesorgane

### Licht
Die für das menschliche Auge umwandelbare elektromagnetische Strahlung mit einer Wellenlänge zwischen 380 nm (violett) und 760 nm (rot) wird als „sichtbares Licht“ bezeichnet. Somit stellt das Licht für das Auge den adäquaten Reiz dar. Das Rezeptororgan im Auge ist die Netzhaut mit Stäbchen (Hell-Dunkel-Sehen) und Zapfen (Farbsehen).
Die Augen einiger Tiere (viele Insekten, einige Reptilien, einige Vögel, Tiefseefische) sind auch für das kurzwelligere, ultraviolette Licht empfindlich. Einige Süßwasserfische können das langwelligere infrarote Licht ebenfalls mit den Augen wahrnehmen, Schlangen besitzen dafür spezielle Sinnesorgane (Grubenorgan und Labialgruben).

### Schall
Schallfrequenzen von 16 bis 20000 Hz sind adäquate Reize für das menschliche Hörorgan, das Corti-Organ im Innenohr und damit für den Gehörsinn. Gehörlose Menschen können Schall auch über die Schädelknochen, die Haut, die Lippen, die Hände, die Innenseite der Arme und andere Körperteile empfinden.
Tiere wie Fledermäuse und Delfine können auch Schallwellen mit einer Frequenz von ~20 kHz (17,5 mm Wellenlänge) bis 200 kHz (1,7 mm), also Ultraschall detektieren.
Tiere wie Elefanten und Eulen sind in der Lage, Infraschall (16–0 Hz) wahrzunehmen. Dabei besteht ein fließender Übergang zum Tastsinn. Hierbei werden Schwingungen über Tastrezeptoren in der Haut erfasst, bei Insekten und Spinnen über Tasthaare und Erschütterungsrezeptoren.

### Temperatur
Infrarotstrahlung (Wärme) mit Wellenlängen zwischen 750 nm und 0,01 mm wird von Wärme- bzw. Kälterezeptoren in der Haut erfasst (Temperaturwahrnehmung), bei Schlangen über Grubenorgane.

### Druck und Bewegung
Druck wird über die Tastrezeptoren in der Haut wahrgenommen (Tastsinn). Fische können Wasserdruck und -bewegung über das Seitenlinienorgan erfassen.
Die Eigenbewegung und Körperposition relativ zur Umwelt wird über das Gleichgewichtsorgan im Innenohr (Gleichgewichtssinn) wahrgenommen. Die Gelenkstellung und damit die Position der Körperteile wird über Rezeptoren in den Muskeln und Sehnen (Golgi-Sehnenorgan, Muskelspindel) erfasst (Tiefensensibilität). Bei Insekten dient dazu die Chordotonalorgane.

### Chemische Reize
Geruchsreize werden über die Riechschleimhaut (Geruchssinn) erfasst, dabei besteht ein Zusammenspiel mit Informationen von Nervenendigungen der Kopfschleimhäute (Trigeminale Wahrnehmung). Über die Geschmacksknospen auf der Zunge (Geschmackssinn) werden ebenfalls chemische Reize detektiert.

### Elektrische Felder
Bei einigen Fischen ist die Wahrnehmung elektrischer Felder belegt, beispielsweise beim Zitteraal und Zitterrochen. Bei Knorpelfischen wie Haien und Rochen dienen dazu die Lorenzinischen Ampullen. Auch für den Guyana-Delfin ist die Fähigkeit zur Elektrorezeption belegt. Des Weiteren verfügen Schnabeltiere und Ameisenigel über hochempfindliche Elektrorezeptoren.

### Magnetische Felder
Vögel und auch eine Reihe anderer Tiere sind zur Wahrnehmung des Erdmagnetfeldes befähigt (Magnetsinn). Starke magnetische Wechselfelder können auch vom Menschen durch Vibration der Augen erkannt werden.